# Giulio Guidorizzi
Giulio Guidorizzi (Bergamo, 1948) è un grecista e traduttore italiano.

## Biografia
Nato a Bergamo nel 1948, vive a Milano. Allievo di Dario Del Corno, ha insegnato presso l'Università degli Studi di Milano dal 1975 al 2001; dal 2001 al 2016 è stato professore ordinario presso l'Università degli Studi di Torino, prima di Teatro e drammaturgia dell'antichità, poi di Antropologia del mondo antico e Letteratura greca.
È codirettore, con Alessandro Barchiesi, della rivista Studi Italiani di Filologia Classica.
Autore di numerosi saggi critici, è traduttore di testi greci, in prosa e in poesia. Per l'Istituto nazionale del dramma antico ha tradotto Eracle (2007) e Ifigenia in Aulide (2015) di Euripide e Lisistrata di Aristofane (2018).
Nel 2013 ha vinto il premio Viareggio Rèpaci per la saggistica con Il compagno dell'anima. I Greci e il sogno e il premio De Sanctis (categoria saggio breve) per l'Introduzione a Il mito greco (Gli eroi).

## Opere

### Saggi
- Il mito di Edipo. Immagini e racconti dalla Grecia a oggi (con Maurizio Bettini), Torino 2004.
- Ai confini dell'anima. I Greci e la follia, Milano 2010.
- Corpi gloriosi. Eroi greci e santi cristiani (con Mariateresa Fumagalli Beonio Brocchieri), Bari 2012.
- Il compagno dell'anima. I Greci e il sogno, Milano 2013.
- La trama segreta del mondo. La magia nell'antichità, Bologna 2015.
- Io, Agamennone. Gli eroi di Omero, Torino 2016.
- I colori dell'anima. I Greci e le passioni, Milano 2017.
- Il grande racconto della guerra di Troia, Bologna 2018.
- Ulisse. L'ultimo degli eroi, Torino 2018.
- In viaggio con gli dèi. Guida mitologica della Grecia (con Silvia Romani), Milano 2019.
- Il racconto degli dèi. L'origine del mondo e le divinità dell'Olimpo, Milano 2020.
- Enea, lo straniero. Le origini di Roma, Torino 2020.
- Sofocle. L'abisso di Edipo, Bologna 2020.
- Il racconto degli eroi, Milano 2021.
- Il mare degli dèi. Guida mitologica alle isole della Grecia (con Silvia Romani), Milano 2021.
- Il grande racconto di Roma antica e dei suoi sette re,  Bologna 2021.
- La Sicilia degli dèi. Una guida mitologica (con Silvia Romani), Milano 2022.
- Olimpo. Le grandi avventure degli dèi e degli eroi, illustrazioni di Maria Brzozowska, Milano 2022.
- I Greci e l'anima. Una trilogia. La follia. Il sogno. Le passioni, Milano 2023.
- Pietà e terrore. La tragedia greca, Torino 2023.
- I miti delle stelle, Milano 2023.
- Il lessico dei greci, Milano 2024.

### Traduzioni e curatele
- Anonimo, Il sublime, Milano 1991.
- Meleagro, Epigrammi, Milano 1992.
- Apollodoro, Biblioteca, Milano 1995.
- Aristofane, Le nuvole, edizione critica (con la traduzione di Dario Del Corno), Fondazione Lorenzo Valla, Milano 1996.
- Igino, Miti, introduzione, trad. e commento di G. Guidorizzi, Milano 2000 (nuova ed. riveduta 2022).
- La metafora (con Simone Beta), Pisa 2000.
- Euripide, Ione, Milano 2001.
- Euripide, Le Troiane, Milano 2001.
- Introduzione al teatro greco (a cura di), Milano 2003.
- Euripide, Eracle, Fondazione INDA, Siracusa 2007.
- Sofocle, Edipo a Colono, introduzione e commento (con la traduzione di Giovanni Cerri e il testo critico di Guido Avezzù), Fondazione Lorenzo Valla, Milano 2008.
- Igino, Mitologia astrale, a cura di G. Guidorizzi e Gioachino Chiarini, Milano 2009.
- Il mito greco, 2 voll. (vol. I: Gli dèi, 2009; vol. II: Gli eroi, 2012), Milano 2009-2012.
- Euripide, Ifigenia in Aulide, Fondazione INDA, Siracusa 2015.
- Meleagro, All'alba ti donerò gocce di rugiada,  Milano 2016.
- Sofocle, Edipo re, in L'abisso di Edipo, Bologna 2020.
- Euripide, Baccanti, edizione critica, traduzione e commento, Fondazione Lorenzo Valla, Milano 2020.